# Hypericum thuyoides
Hypericum thuyoides ist eine in Kolumbien heimische Pflanzenart aus der Familie der Johanniskrautgewächse (Hypericaceae). 

## Beschreibung
Hypericum thuyoides ist ein Strauch, der eine Wuchshöhe zwischen 1 und 3 Metern erreicht. Der Stamm ist aufgerichtet und verästelt sich diffus. Auch die an mit einem 0,8 Millimeter langen Pseudo-Blattstiel befestigten Laubblätter sind diffus und stehen ungefähr im rechten Winkel ab. Die eiförmige bis elliptische Blattspreite ist circa 2,4 bis 3,2 Millimeter lang und 1,6 bis 3,6 Millimeter breit. In der Verbindungsebene zu den Blüten ist die Blattspreite längsgefaltet. An der Basis des Blattes bilden die sonst welligen Ränder einen Winkel zwischen 45° und 90°. Die Ränder sind zudem leicht trocken und ansatzweise membranös durchscheinend. Die Oberfläche des Blattes ist transparent gepunktet, die Spitze stumpfwinklig. Auf der Unterseite des Blattes ist die Mittelachse gut zu erkennen. 
Die zwittrigen Blüten weisen einen Durchmesser von 20 bis 30 mm auf. Die ovalen bis elliptischen Kelchblätter messen 4,8 bis 6,4 Millimeter in der Länge und 2 bis 3,2 Millimeter in der Breite. Ihre Spitze ist spitz bis stumpfwinklig und ihr Rand trocken, membranös durchscheinend. Die an der Spitze schrägen Kronblätter sind zwischen 1,3 und 1,5 Millimeter lang und 0,8 bis 1,1 Zentimeter breit. Von den 100 bis 120 Staubblättern sind die längsten 5 bis 6 mm lang. Der Fruchtknoten ist zwischen 2,8 und 3 Millimeter groß, wobei der aufsetzende Griffel mehr als 5 Millimeter misst. Die Narbe ist etwas kopfig. Die Kapselfrüchte weisen eine Größe von etwa 3 bis 5 × 2 mm auf. Die Blütezeit reicht von April bis September, woran sich von November bis Februar die Fruchtreife anschließt.

## Vorkommen
Hypericum thuyoides ist in Kolumbien heimisch. Es ist ein Endemit des Páramo in der Umgebung von Bogotá in Höhenlagen zwischen 2500 und 3600 Meter. Dort wächst diese Art in Gebüschen.

## Systematik
Die Art wurde 1821 von Karl Sigismund Kunth erstbeschrieben.